# Metallospora
Metallospora is een geslacht van vlinders van de familie spanners (Geometridae), uit de onderfamilie Ennominae.

## Soorten
- M. bicornuta Herbulot, 1995
- M. catori Warren, 1905